# شيخلان عليا
شيخلان عليا هي قرية في مقاطعة كليبر، إيران. عدد سكان هذه القرية هو 149 في سنة 2006.